# Alfred Klotz
Alfred Klotz (* 15. Juni 1874 in Zittau; † 10. Januar 1956 in Erlangen) war ein deutscher Altphilologe.

## Leben
Alfred Klotz besuchte von 1883 bis 1892 das Königliche Gymnasium in Leipzig, das er mit dem Reifezeugnis verließ. Anschließend studierte er ab 1892 Klassische Philologie an der Universität Leipzig und promovierte 1896 bei Otto Ribbeck, der ihn wie auch Otto Immisch stark beeinflusste. Er wurde Mitglied und später Alter Herr des Klassisch-Philologischen Vereins Leipzig im Naumburger Kartellverband. 1905 ging er als Privatdozent an die Universität Straßburg und erhielt 1911 einen Ruf auf einen Lehrstuhl an der Deutschen Karls-Universität in Prag, den er annahm. Einem weiteren Ruf auf einen Lehrstuhl nach Erlangen folgte er am 1. April 1920.
Im Wintersemester 1930/31 war er Rektor der Universität Erlangen und wurde 1939 mit dem Titel eines Geheimen Regierungsrats emeritiert, blieb jedoch ordentlicher Professor und hielt weiter Vorlesungen für Latein.
Er verfasste im Auftrag des Geschäftsführers des Buchners Verlages, Wilhelm Ament, der versuchte, mit ideologisch angepassten Büchern die schlechte Auftragslage zu verbessern, eine Schrift über Rassen, jedoch genügte die Schrift nicht den Ansprüchen der Behörden und wurde ein Misserfolg. Andererseits lenkte er im Sommer 1944 die Aufmerksamkeit der Studenten der Erlanger Universität auf den Auszug der Helvetier aus ihren Siedlungsgebieten als Beispiel eines von einem verantwortungslosen und machtgierigen Führer angezettelten, aber katastrophal gescheiterten Lebensraumkrieges.

## Ehrungen
1944 wurde Klotz von Adolf Hitler die Goethe-Medaille für Kunst und Wissenschaft verliehen.

## Schriften (Auswahl)
- Rassengeschichte und Vorgeschichte im Dienste nationaler Erziehung. Buchners Verlag, Bamberg 1934 (Lehrbuch für die Oberstufe, zusammen mit Rudolf Herbst)
- Livius und seine Vorgänger. Teubner, Leipzig 1940/41.
- Studien zu Valerius Maximus und den Exempla. C.H. Beck, München 1942.
- Geschichte der römischen Literatur. Schöningh, Würzburg 1947.
- Appians Darstellung des Zweiten Punischen Krieges: Eine Voruntersuchung zur Quellenanalyse der 3. Dekade des Livius. Schöningh, Paderborn 1936.
- Titus Maccius Plautus: Komödien. Deutsch von Alfred Klotz. München: Heimeran 1948.